# Marianne Kriel
Marianne Kriel, född 30 augusti 1971 i Bellville, är en sydafrikansk före detta simmare.
Kriel blev olympisk bronsmedaljör på 100 meter ryggsim vid sommarspelen 1996 i Atlanta.